# Amelung von Verden

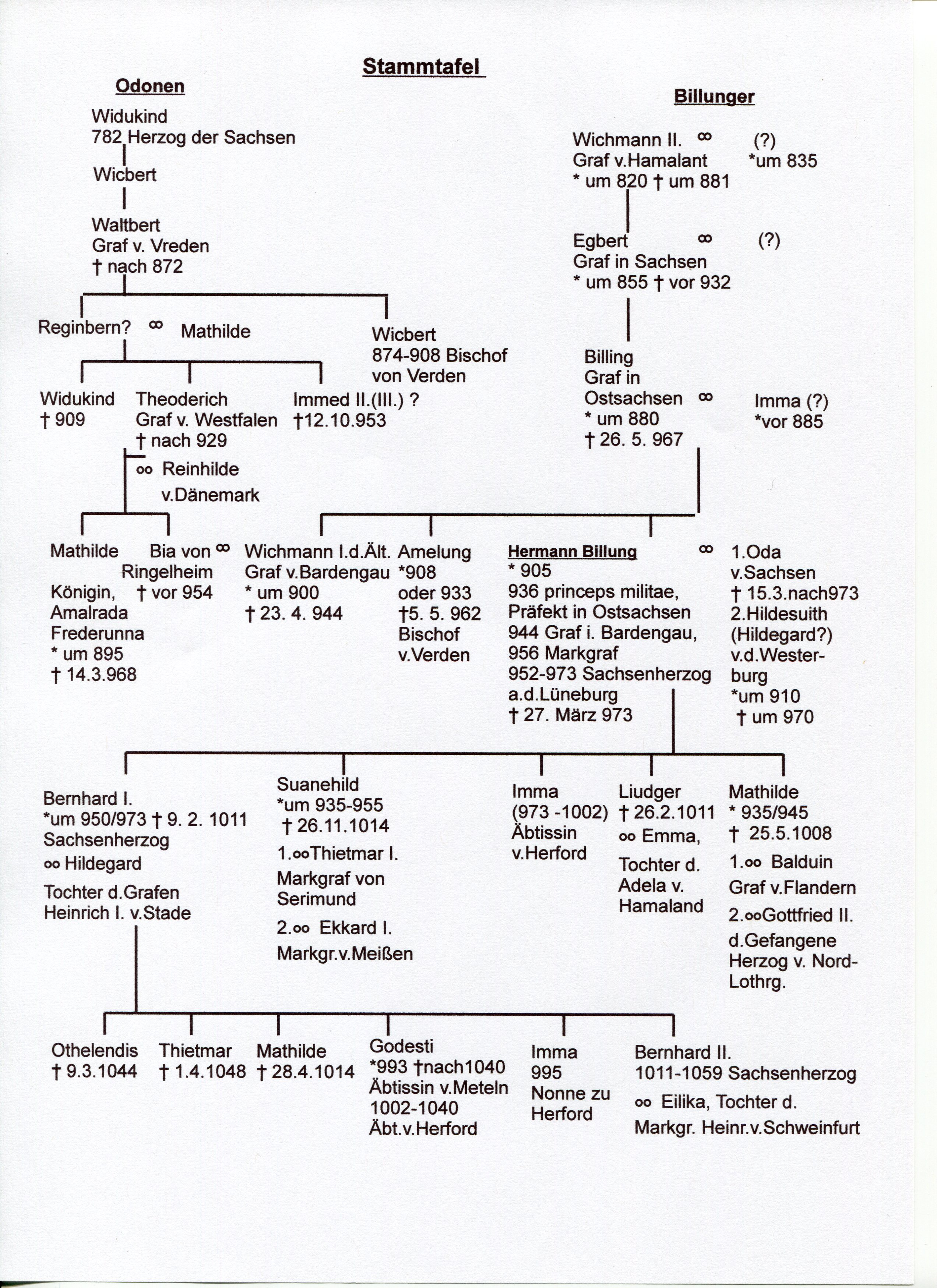
Teil der Stammtafel der Billunger und der Odonen (8. bis 11. Jahrhundert)

Amelung († 5. Mai 962) war Bischof von Verden, der elfte der legendären, der achte der beglaubigten Reihe und aus der Familie der Billunger.
Er war der Nachfolger des am 27. Oktober 933 verstorbenen Adalward. Amelung war der zweite Sohn des Grafen Billung (oder Billing) von Ostfalen, also nahe verschwägert mit König Heinrich I. Seine Brüder waren Sachsenherzog Hermann Billung und Wichmann I. (Graf im Bardengau und Graf in Wigmodien). König Heinrich ernannte Amelung zum Bischof. Im September 937 befand er sich in Magdeburg bei Otto I. Hermann Billung, damals Markgraf, und Amelung gründeten vor 956 das Kloster St. Michaelis auf dem Kalkberge vor Lüneburg nach dem „Necrol. Verdens.“, und letzterer erbaute nach Thietmar von Merseburg den Dom zu Verden neu in prächtiger Holzstruktur. Von Amelungs Gütern, welche dem Hochstift zufallen sollten, behauptete wohl Sachsenherzog Hermann den größten Teil.